# James E. Campbell

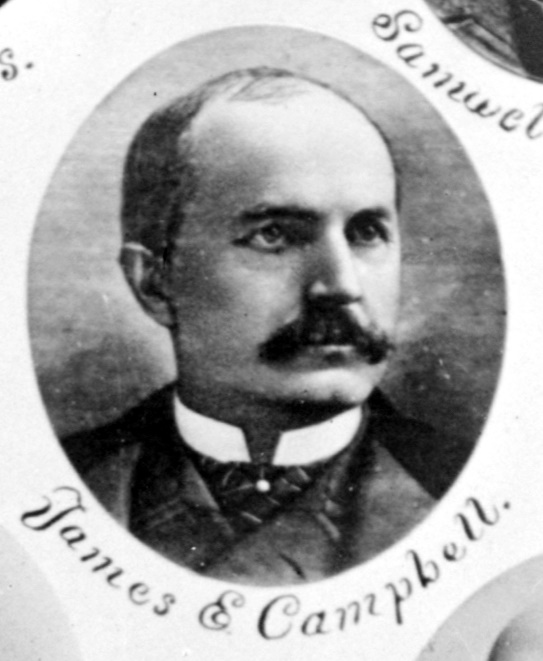
James E. Campbell

James Edwin Campbell, född 7 juli 1843 i Middletown, Ohio, död 18 december 1924 i Columbus, Ohio, var en amerikansk demokratisk politiker. Han var ledamot av USA:s representanthus 1884-1889 och den 38:e guvernören i delstaten Ohio 1890-1892.
Campbell studerade vid Miami University i Oxford, Ohio. Han deltog sedan i amerikanska inbördeskriget i nordstaternas armé. Han studerade därefter juridik och inledde 1865 sin karriär som advokat i Ohio. Han var åklagare för Butler County, Ohio 1876-1880.
I kongressvalet 1882 förlorade Campbell mot kongressledamoten Henry Lee Morey. Han vägrade att acceptera resultatet, medan Morey stannade kvar som kongressledamot. Campbell var till sist framgångsrik i sin överklagan av valresultatet och efterträdde 1884 Morey i USA:s kongress. 
Campbell besegrade ämbetsinnehavaren Joseph B. Foraker i guvernörsvalet i Ohio 1889. Han kandiderade 1891 till omval men förlorade mot republikanen William McKinley. Demokraterna i Ohio nominerade Campbell igen i guvernörsvalet 1895. Den gången förlorade han mot Asa S. Bushnell.
Campbells grav finns på Green Lawn Cemetery i Columbus.